# Impression
Impression is het eerste studioalbum van Odyssice met een langdurige speelduur (circa 70 minuten). Het werd opgenomen in de geluidsstudio Nieuw Spitsbergen. Het album bevat louter instrumentale muziek waarbij de nadruk ligt op de gitaar. Een vergelijking met Andrew Latimer van Camel lag dan ook voor de hand. Het album werd uitgebracht op het Britse platenlabel Cyclops Records, dat zich inspande om progressieve rock onder de aandacht (te blijven) brengen. Dat bracht met zich mee, dat er kleine oplagen geperst werden. Impression was daardoor al snel van de markt verdwenen. Bovendien bleef het altijd lang stil rond de band (terwijl ze wel optrad). In 2012 kon een nieuwe versie uitgebracht worden, die geremasterd was en uitgebreid met allerlei bonustracks (demo’s, live-opnamen etc.)

## Musici
- Pascal van de Pol – basgitaar, mandoline
- Menno Boomsma – drumstel, dwarsfluit
- Bastiaan Peeters – gitaar en gitaarsynthesizer
- Jeroen van der Wiel – toetsinstrumenten

## Muziek
| Nr. | Titel                                                                                  | Duur   |
| --- | -------------------------------------------------------------------------------------- | ------ |
| 1.  | Scream                                                                                 | 8:49   |
| 2.  | Lokapalas                                                                              | 4:19   |
| 3.  | Senkan                                                                                 | 6:24   |
| 4.  | Children of the cloud                                                                  | 4:36   |
| 5.  | Olympus (1: The flame; 2: Zeus' thorn)                                                 | 7:15   |
| 6.  | Impression                                                                             | 4:23   |
| 7.  | Crusader                                                                               | 3:26   |
| 8.  | Legend (1: Mystique; 2: The spell)                                                     | 7:04   |
| 9.  | Anuradhapura (1: Founded by the Aryans; 2: The Sinhala kingdom; 3: Abandonned in time) | 7:46   |
| 10. | Flowers of Scotland                                                                    | 2:08   |
| 11. | In your eyes                                                                           | 3:25   |
| 12. | A prophet's dream (1: Eager attempt; 2: Genuine)                                       | 10: 43 |